# 哈頓 (勞倫斯縣)
哈頓（英語：Hatton）是一個位於美國阿拉巴馬州勞倫斯縣的非建制地區和人口普查指定地區。根據2010年美國人口普查，該地人口位261人，而該地的面積約為3.45平方千米。

## 地理
哈頓的座標為34°33′46″N 87°24′55″W / 34.56278°N 87.41528°W，而該地最高點為海拔高度215米（即705英尺）。